# Aceh Jaya (huyện)
Aceh Jaya là một huyện (kabupaten) của tỉnh Aceh, Indonesia. Huyện có diện tích 3,812.99 km vuông và theo điều tra dân số năm 2010 có dân số 76.782 người; ước tính mới nhất (vào năm 2014) là 80.836. Thủ phủ của huyện là Calang. Các cây trồng chính được trồng ở đây là gạo, chôm chôm, sầu riêng, cam, dưa hấu, cao su, dầu cọ và dừa

## Hành chính
Huyện được chia thành sáu khu (kecamatan), dân số dưới đây được tổng hợp từ Tổng điều tra năm 2010:
- Teunom (36 xã) - 17.090 người
- Panga (19 xã) - 6546 người
- Krueng Sabee (17 xã) - 14.247 người
- Setia Bakti (13 xã) - 7512 người
- Sampoiniet (38 xã) - 11.405 người
- Jaya (48 xã) - 19.428 người

## Động đất và sóng thần Ấn Độ Dương 2004
Vào ngày 26 tháng 12 năm 2004, huyện đã bị ảnh hưởng nghiêm trọng từ trận động đất và sóng thần Ấn Độ Dương. Chính phủ Indonesia đã ra thông báo rằng Calang sẽ được xây dựng lại nhưng được bố trí sâu trong đất liền, mặc dù các hộ gia đình và các doanh nghiệp đang xây dựng lại tại vị trí cũ dọc theo bờ biển. Khoảng tháng 10 năm 2006, một phần đáng kể của thị trấn Calang đã được xây dựng lại, trong đó gồm có một khách sạn nhỏ và một số nhà hàng và các doanh nghiệp khác. Đến cuối năm 2006, tổng số 15.000 ngôi nhà và 57.000 nhà kiên cố đã được xây dựng lại tại huyện Nhiều người vẫn tiếp tục sống ở các nhà tạm dọc theo bờ biển. Nhiều tổ chức địa phương và quốc tế như Phong trào Chữ thập đỏ và Trăng lưỡi liềm đỏ quốc tế và USAID hỗ trợ tái thiết địa phương.
|  |  |